# Maison des Têtes de Colmar
Pour les articles homonymes, voir Maison des Têtes.
La maison des Têtes est un monument historique situé à Colmar, dans le département français du Haut-Rhin.

## Localisation
L'édifice est situé au 19, rue des Têtes à Colmar.

## Historique
Cette maison, construite  en 1609, pour le compte du marchand Anton Burger, stettmeister de Colmar de 1626 à 1628, est l'une des plus connues de Colmar.
La maison, qui fait l'objet d'un classement au titre des monuments historiques depuis le 6 décembre 1898.

### Anton Burger (Antoine Burger)
Anton est né en 1579. Il fait démolir la maison de son père courant 1609, pour reconstruire sur le site d'origine celle qui dès 1974 allait à tout jamais porter le nom de la « Maison des Têtes ».
Il fit poser ses armoiries (château ou Burg) à deux reprises sur la façade, sur le pignon à volutes et au-dessus du portail, de cette maison à l'insolite décoration composée d'une profusion de figurines et surtout de 106 masques grotesques dont elle tient son nom. Une partie de la deuxième représentation englobe les armes de son épouse, Anne Ortlieb originaire de Riquewihr et dont le père Conrad Ortlieb s'est immortalisé par une figurine sur une maison à Riquewihr.
Anton Burger appartenait depuis 1602 à la corporation des marchands et participait activement à la vie de la Cité en tant que conseiller municipal dès 1612 pour devenir Stattmeister en 1626. La réforme catholique ou Contre-Réforme le fit fuir et il s'installa à Bâle en 1698 où il demeura jusqu'à la fin de ses jours.

### Différents propriétaires
En 1698, les héritiers d'Anton cédèrent la Maison des Têtes à Baudoin De Launay contre 1 500 Thalers. Et la maison va de propriétaire en propriétaire. D'un nommé Guillier, trésorier de l'extraordinaire des guerres de Sélestat, à De Prudhomme, capitaine du régiment d'infanterie de Noailles avant d'être acquise par la Bourse aux Vins. 
Témoignage de ce passé de Bourse aux vins, la Maison des Têtes conserve sur son pignon chantourné un tonnelier de bronze (1902), sculpture d'un des citoyens les plus célèbres de Colmar, Auguste Bartholdi. Elle devint Restaurant et un lieu de rencontre en 1898. Aujourd'hui presque 100 ans après l'ouverture du restaurant La Maison des Têtes, Carmen et Marc Rohfritsch ont restauré les deux tiers des bâtiments, devenu vétustes et restés inoccupés pendant une quarantaine d'années, afin d'y adjoindre un hôtel.
En 2015, Marilyn et Éric Girardin ouvrent un restaurant gastronomique qui reçoit une étoile au prestigieux Guide Michelin en février 2017.

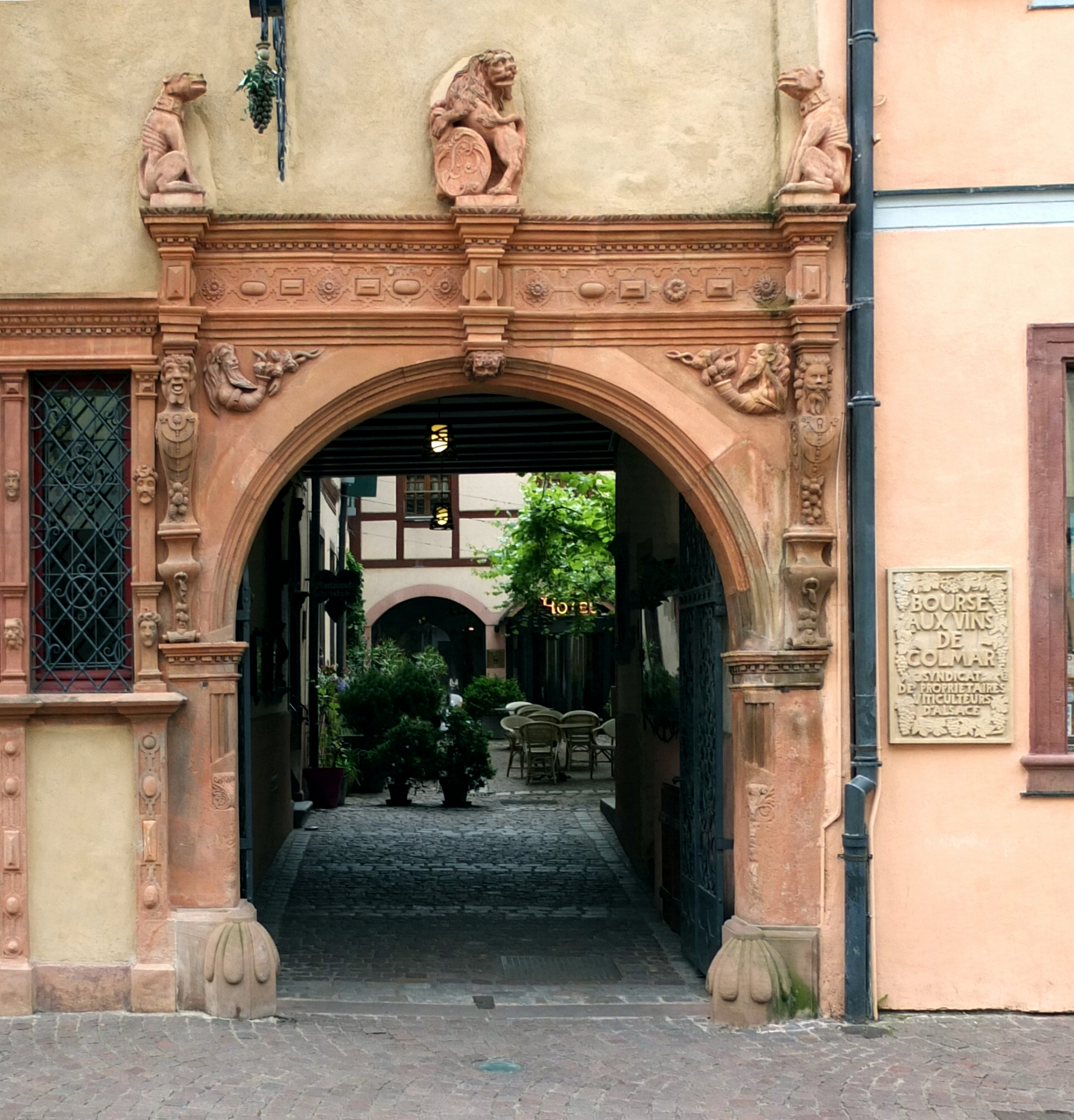
Portail d'entrée.
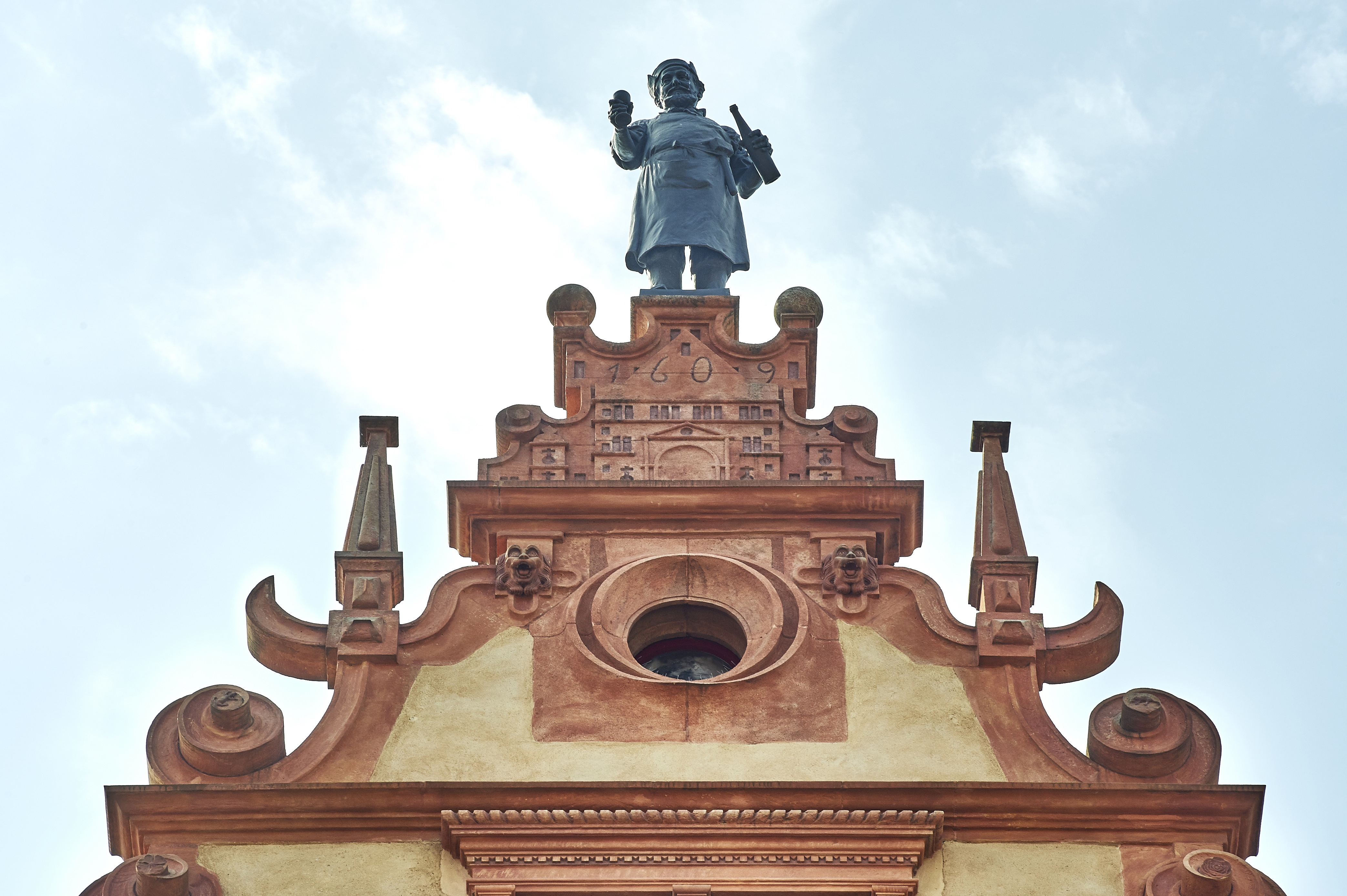
Statue du tonnelier alsacien.

## Architecture
Elle est de style Renaissance et son propriétaire se nommait Albrecht Schmidt.
La façade comporte deux étages carrés, séparés par des bandeaux et trois niveaux sur le pignon. L'oriel occupe deux étages au centre du bâtiment, il est muni d'un garde-corps ajouré en pierre orné de figures bifides.
L'édifice doit son nom à 106 mascarons, qui ornent l'oriel et les meneaux des fenêtres.
À noter que les fenêtres sont de largeurs différentes et que leurs placements verticaux sont irréguliers.
Le pignon est surmonté d'un petit tonnelier en étain signé Auguste Bartholdi.

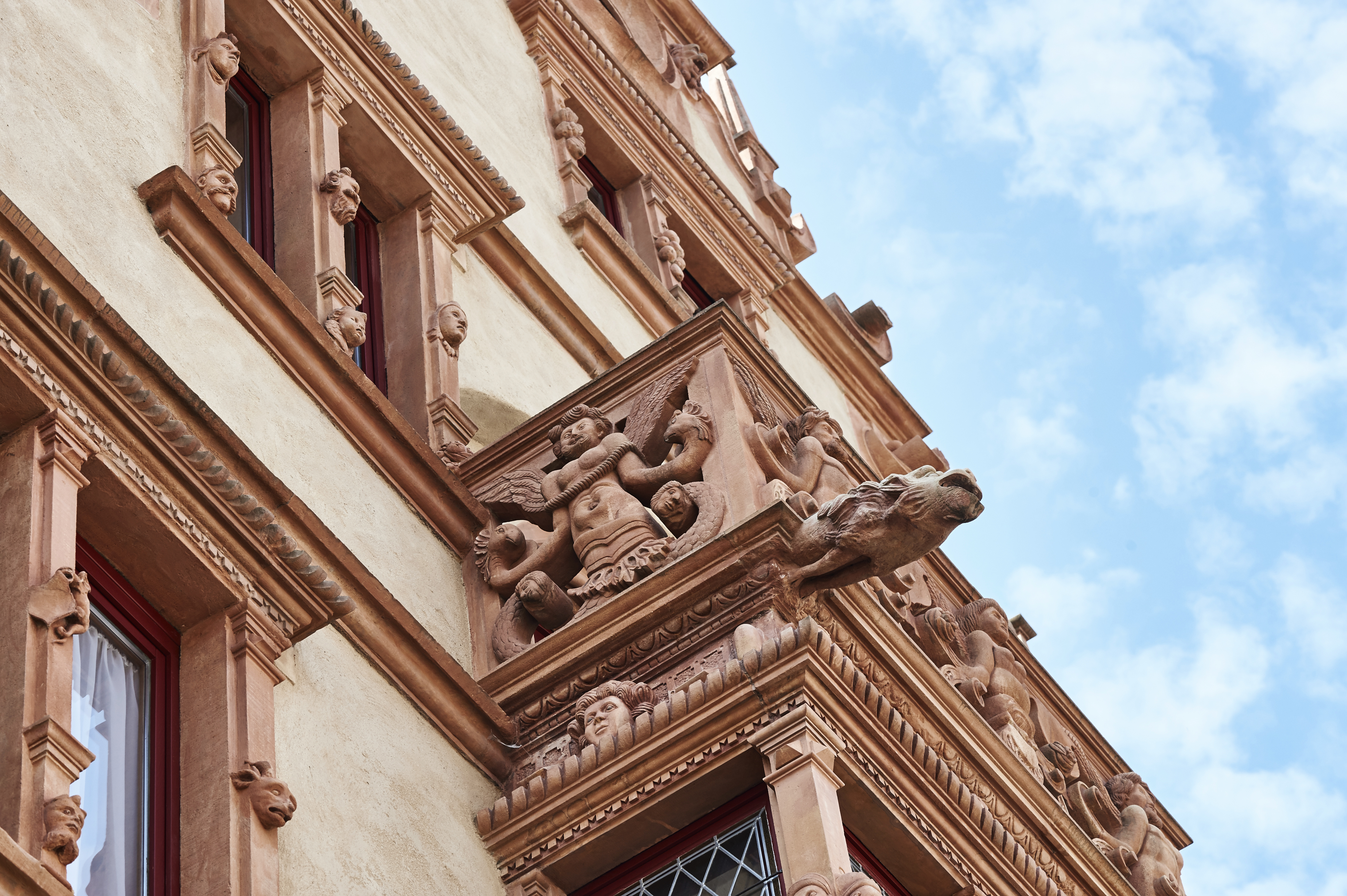
Détail de la façade.
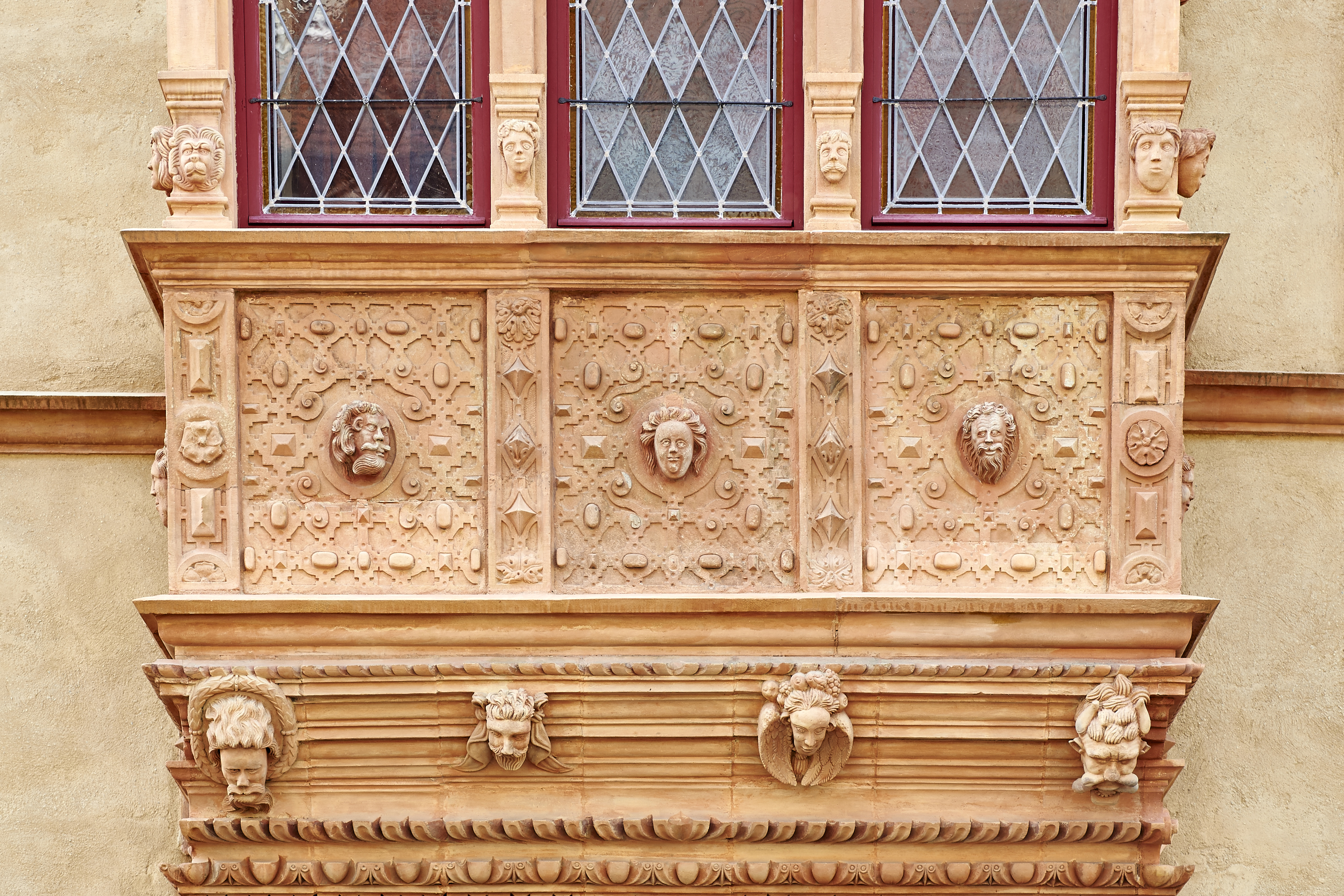
Oriel.